# 妹さえいればいい。
『妹さえいればいい。』（いもうとさえいればいい）は、平坂読による日本のライトノベル。イラストはカントクが担当。ガガガ文庫（小学館）より2015年3月から2020年2月まで刊行された。略称は前作『僕は友達が少ない』のあとがきで「いれば」と公表したが、後に「妹さえ」へと変更された。『このライトノベルがすごい！』文庫部門では2018年版で10位を獲得している。2018年12月時点で全世界シリーズ累計部数は250万部を突破している。
い〜どぅ〜作画による漫画『妹さえいればいい。@comic』が『月刊サンデージェネックス』（小学館）にて2016年1月号から2019年8・9月合併号まで連載された。また、コバシコ作画による那由多がメインのスピンオフコミック『妹さえいればいい。外伝 妹にさえなればいい！』が『月刊ガンガンJOKER』（スクウェア・エニックス）にて2016年11月号から2018年3月号まで連載された。

## あらすじ
妹をこよなく愛する妹バカの小説家羽島伊月の周囲にはいつも個性的な人物が集まっていた。その内の一人、銀髪碧眼美少女の可児那由多は、彼と同じ小説家の仲間として伊月の部屋によく遊びに訪れる。そして、恋と友情、そして夢などに悩みを抱える少女白川京は、伊月が大学を辞める前までは伊月の同級生だった。さらに、凄腕税理士の大野アシュリー。天才的な才能を持つイラストレーターで、伊月のことを慕っている「ぷりけつ」こと恵那刹那。伊月と同期デビューした小説家であり、良き友でもあり好敵手でもある不破春斗。伊月の弟（？）とされ、彼を甲斐甲斐しく世話する完璧超人の羽島千尋。4巻から登場の伊月の作品のコミカライズを担当することになった新人の漫画家三国山蚕。これら登場人物は、彼らの周りで日々巻き起こる様々な騒動を、時には自ら引き起こし、また時には巻き込まれていくのであった。

## 登場人物
声優は特記が無い限りドラマCD版・アニメ版共通。苗字は岐阜県の地名ないしは岐阜に関わりのあるものの名前から採っている。

### 主要人物
羽島伊月（はしま いつき）
声 - 小林裕介
本作の主人公。物語開始時点で20歳。高校2年生の時に新人賞を受賞して小説家デビューする。3年の間に1巻完結の作品を5冊、シリーズものを3本で合計で20冊を出版した。作中のオリコン文庫部門の週間ランキングトップ10入りしたこともある売れっ子作家。
自身に妹がいないにもかかわらず、変態的とまで言える「妹」好きで、彼の書く小説は全て妹がメインヒロインとなっている。そのため、才能はあるもののストーリーがテンプレ化してしまっている傾向があり、そこそこ程度の売り上げにとどまっている。また、彼独自の感性から生み出された、狂気的かつ意味不明な妹小説を書いたり、原稿の進行が遅れ、多々締め切りを破ったりすることで、担当編集の土岐の頭を抱えさせている。
小説内のお色気描写においては、全裸に対し強いこだわりを持っており、作中作においても不自然なほど頻繁に全裸シーンが登場している。靴下の装着でさえ許さない一方、8巻アンケートによると腕時計やヘッドフォンといった機械類は許容するとされている。
中学時代に、姉のような存在としてみていた三田洞彩音に失恋したことにより、その反動で極度の妹好きになり、この出来事がきっかけで小説家への道を進む。
「SILLIES」5巻の売上が急落したことでアニメ化企画が倒れたことにより、その枠を埋める形で彼の小説「妹のすべて」のアニメ化が決定する。
可児那由多（かに なゆた）
声 - 金元寿子
本作のヒロインの一人。伊月の後輩にあたる小説家で、作中の新人賞を受賞し小説家デビュー。可児那由多はペンネーム。中学時代は交友関係のトラブルが理由で学校に行かず、本を読んだり、ゲームをしていたが、その中で出会った伊月の作品に心を励まされたことで伊月のファンとなる。次第に彼に会いたいと思うようになった彼女は、同じ小説家になれば会えるかも知れないと思ったことがきっかけで筆をとり始めるようになる。
新人賞の授賞式の際に伊月と初めて対面した際には、緊張のあまり嘔吐して吐瀉物を彼にひっかけてしまった。その後改めて彼に会い、いきなり告白。その時には断られたものの、その後もたびたび部屋に押し掛けるなどの良好な関係が続いている。
伊月にたびたび性交を迫ったり、こっそり伊月の下着の臭いをかいだりと、変態的な行動が目立つ。また、小説を書く際には全裸でないと筆を進めることができないという性質の持ち主であり、その変態性は他人に向けても発揮されており、仕事でカンヅメになっているホテルの部屋を訪ねてきた京や蚕を当然のように全裸にしている。
伊月以上の締め切り破り常習犯であり、たびたび編集者を悩ませている。しかし一度集中すると凄まじい勢いで文章を書きあげる。その光景を一度目の当たりにした伊月は「神が憑依しているかのよう」と感じ、彼女に追いつこうという気持ちが折れかけてしまったほどであった。その一方、自身の作品についてはほとんど内容を把握しておらず、『景色』シリーズに関しても「男の子と女の子がわちゃわちゃする話」としか説明できない。
稀代の天才であり、デビュー作の『景色』シリーズはメディアミックスのオファーがひっきりなしに来るほどだが、「忙しくなると伊月と会う時間が減る」という理由ですべて断っている。
白川京（しらかわ みやこ）
声 - 加隈亜衣、種田梨沙（単行本第4巻ドラマCD版）
本作のヒロインの一人。伊月が大学にいたころの同級生。講義中ずっとパソコンで何かをしていた伊月に声をかけたのがきっかけで仲が良くなった。現在では、伊月の部屋へ遊びに行ったり、那由多と仲が良くお互いを「なゆ」、「みゃーさん」と呼び合い、那由多は彼女を姉のように慕っている。容姿から「ビッチ」と誤解されがちだが、恋愛歴はなく、好きな人は頑張っている人であるというほどまっすぐな性格で、周りに流されてしまいやすく、思い込みも激しい。しかし、他人の不幸を自分のことのように悲しんでくれる心優しい一面もあり、そのことがきっかけで那由多と春斗も彼女に心を開いている。
羽島千尋（はしま ちひろ）
声 - 山本希望
伊月の義理の弟として登場するが、実は弟ではなく妹。伊月の父と彼女の母が再婚し、伊月からすると義母の連れ子である。何事も卒なくこなし、家事はもちろん勉強もできる完璧超人。趣味はガンプラ。あだ名は「ちっひー」。
兄・伊月のデビュー作を読んだ父・啓輔（声 - 千葉一伸）が、彼の妹愛の異常性を目の当たりにして危機感を覚えたため、伊月とその関係者に対してだけは男であると偽る一方、彼女自身は伊月に対し嘘をつき続けていることに複雑な心境である。
不破春斗（ふわ はると）
声 - 日野聡
伊月と同期デビューした小説家。しっかりとした性格の堅実な作家で、伊月や那由多と違いいつも締め切りに余裕をもって作品を仕上げている。伊月などに比べると才能では劣るが、流行を分析して取り入れることに秀でており、レーベル屈指の流行作家の一人である。
イケメンであり、流行に敏感でおしゃれもこなすが、あくまで大学デビューのファッションリア充であり、実際は童貞のオタク。かつて所属していたTRPGサークルにおいて、オタサーの姫だった先輩に好意を寄せられてしまい、結果的にサークル解散にまで追い込まれた苦い経験がある。伊月の部屋にはたびたび遊びに来ており、お酒が好きなことがあって、海外の銘柄をよく持ち込み伊月と飲みあっている。メイドキャラが大好きでその手のエロゲーやフィギュアを大量に所持している。
専門学校の講師の経験もあり、その際に生徒であった相生初と出会う。知識不足なまま趣味の合わないラノベを批判し、春斗の書く小説をテンプレと小馬鹿にした初を本気で淡々と論理的に長々と論破して泣かせてしまった。
ツンデレな妹（声 - 水橋かおり）がおり、伊月からはうらやましがられているが、本人は「妹なんてろくでもないもの」と語っている。
恵那刹那（えな せつな）
声 - 代永翼
「ぷりけつ」のペンネームで活動するイラストレーターで、ペンネームの通り女性のぷりっとした尻を描くことを得意とする。髪の毛は青を基調としており、3色で構成されている。もともと漫画家を目指していたが、漫画家の仕事が大変そうだからという理由から諦め、イラストレーターとして活動している。伊月からは神と呼ばれるほど技術は高く才能があり、世間からも人気を博している。
尻フェチであり、「千年に一人の神ケツ」と認めた千尋の尻を見ようとしては返り討ちに遭う。「女の子は何歳になっても女の子」と言い切っており、混浴の公衆浴場で伊月が恐怖を感じるような老婆の集団と会った際にもすぐに打ち解け、その尻を絵の参考にした。才能あるイラストレーターということもあってか、伊月や春斗が理解できなかったピカソの絵の芸術性を深く理解していた。
また、伊月や春斗がショックを受けるほどの巨大な男性器を持つ。
大野アシュリー（おおの アシュリー）
声 - 沼倉愛美
春斗の紹介を受け伊月が確定申告を頼んだ税理士。幼い容貌だが年齢は32歳。金髪碧眼で、ヒラヒラした真っ赤なロリータ系のドレスで身を包んでいる。ドSな性格の持ち主だが腕は確かであり、伊月は2年連続で彼女に確定申告の仕事を依頼している一方、春斗には断られた。趣味はマッサージ。
現在は千尋をバイトとして雇い、身の回りのアシスタントをさせている。また、ひょんなことから彼女が女性であることを知った。
過去に二度巨乳の女性に彼氏を奪われた経験があり、そのためか巨乳に憎悪を抱いている。
海津と関ヶ原とは旧知の仲。存命中の関ヶ原とは「百合小説を書くための参考」として交際していたほか、彼女が辛い心中を吐露する唯一の相手だった。
作者は「物語を通してもっとも印象が変化したキャラクター」としてアシュリーの名前を挙げ、6巻の時点では海津や関ヶ原と知り合いという設定自体考えていなかったことを明かしている。
三国山蚕（みくにやま かいこ）
声 - 藤田茜
伊月の作品『妹のすべて』のコミカライズ版を手掛ける新人漫画家で、重度の下着フェチでもある。コミカライズ時、全裸のシーンに下着を書き足したため、全裸至高主義者の伊月を激怒させている。両親から漫画家になることを反対されていたため、内緒で漫画家稼業を続けている。
頭には女性物のパンティーをリボンのように結んでおり、仕事をするときは「変態仮面」のように顔にかぶる。テレビアニメ版では第9話のアイキャッチでパンツリボンの作り方が解説された。また、キャラクター原案のカントクによるパンツリボンの作り方解説動画がテレビアニメ公式Twitterアカウントより投稿された。

### 編集部
本作では、ギフト出版GF文庫編集部として以下の人物が登場する。
土岐健次郎（とき けんじろう）
声 - 鳥海浩輔
GF文庫編集部の編集者で、伊月を担当している。典型的なサラリーマンの風貌。伊月やぷりけつといった個性的なクリエーターを多く抱えているため、常に苦労が絶えない。原稿を取り立てるためなら手段を選ばず、伊月のスマホにこっそりGPSを取り付け、わざわざ遠くのカラオケまで逃げた伊月を捕まえに来るという犯罪まがいのことをしたこともある。
神戸聖（ごうど さとし）
GF文庫編集部の編集者。この道20年以上のベテランで、7年前から編集長をしている。編集長は担当の作家を持たないが、編集長の仕事を副編集長に任せ、自らも担当作家を担当している。作家を見る目があり、伊月のように少し個性が強い作家も寛容に接している。強面故に職務質問されることが多く、彼の地元の警察官ほぼ全員と知り合いになったほどである。
山県きらら（やまがた きらら）
声 - 赤﨑千夏
GF文庫編集部の編集者で、那由多を担当している。いつも那由多には締め切りを破られ苦戦しているが、那由多の担当はやめない。他の男性編集者の扱いに慣れているよう。本人も昔は作家になろうと目指していたが、那由多の作品に出会いその目標はあきらめた。

### 第15回GF文庫新人賞受賞者
相生初（あいおい うい）
第15回GF文庫新人賞の大賞受賞作家。作品の内容が男性向けのため授賞式まで男性だと思われていた。作中屈指の巨乳の持ち主であり、出会ったことを忘れていた春斗も胸の大きさで思い出したほどのスタイルを誇る。もともとは春斗が講師を務めていた声優専門学校の生徒であり、態度も非常に悪かった。講師としてきた春斗を批判し本気で泣かされた経験からラノベを書く側に回り、本気で自分に感情をぶつけてくれた春斗のことを今でも想っている。
春斗と同じく読者に望まれる内容や傾向を非常に分析するタイプであり、そういった職人的な作品の作り方が批判されがちなことには疑問を感じている。
柳ヶ瀬慎（やながせ まこと）
第15回GF文庫新人賞の優秀賞受賞作家。真面目な外見と違い女神にスパンキングする作品を執筆し授賞式でも注目を集める。普段は寡黙でコメントなども平凡だが、女性とスパンキングの関係について会社のプレゼンテーションを彷彿させるほどの熱弁を長時間に渡って語るなど綿密な調査と情報に裏付けされた圧倒的な実力を誇る。伊月同様に特定の方向に突き抜けすぎた作品であるため大半の読者との方向性が合わなかった反面、同じく特定の方向を理解する読者の心はしっかりつかむことに成功した。彼の作品を刹那が描くと更に凄まじい出来栄えとなるため、大ヒット作とはいかないまでも、今後もある程度の売り上げは維持できる作家として期待されている。
笠松青葉（かさまつ あおば）
第15回GF文庫新人賞の優秀賞受賞作家。那由多への熱狂的なフォロワーであるスレンダーな女子高生。3人兄弟の長女であるため兄という存在に憧れており、兄を魅力的に描く伊月に対し密かな憧れを抱いている。克己心が強い反面経験不足な面も多く、授賞式で参加者全員をディスってまで自身の主張を告げるという暴挙を行い皆から嫌われることを覚悟していたが、かつて全員が通ったことのある若気の至りであると理解されていたため温かく称賛された。天才である那由多と作品の方向性は一致しているが、自分の価値観だけを信じ嫌いな作品を否定する姿勢は一般人と同じであるため、今後は壁にぶつかるであろうことが心配されている。
木曽義弘（きそ よしひろ）
第15回GF文庫新人賞の佳作受賞作家。巨大企業の元重役であり定年後も会社に残ることを希望されていたが、定年後ということで思い切って執筆、ラノベというジャンルを知らないまま応募し受賞してしまう。自分のできる限り書き続けようと決意している。老人でありながら非常に飲み込みがよく、土岐から渡されたアニメを見ただけで、硬派な時代小説であった応募作に萌えヒロインを組み込んでみせた。国際結婚した妻をはじめ子や孫にも恵まれ家庭環境は充実、萌えヒロインのモデルは大切な孫であり萌えヒロインが登場するアニメを観て日々勉強中である。
神坂蒼真（みさか そうま）
第15回GF文庫新人賞の佳作受賞作家。青葉と同じく学生。 一見すると容姿端麗で品行方正な青年で面識のない京からも悪印象は無かったが、実際にはかなりの問題児だったらしく担当した編集者の意見は全く聞かず自分の要求のみを主張、自分の意見がGF文庫で通らないと判断すれば業界の慣習である3年縛りを破り他社に自分の作品を売り込みにいくなど破天荒な行動を繰り返している。
加茂正（かも ただし）
第15回GF文庫新人賞の審査員特別賞受賞作家。職もなく生活に追い詰められて執筆した小説により、まさかの大逆転人生になったことを喜んでいる。見た目から想像もつかない法廷ものの作品でヒットしテーマ性や特徴あるキャラクターが人気である一方、作品全体としては雑な部分が目立ってしまっている。これに気付いた担当編集から徹底的に問題点を指摘され、それを受け入れ正自身も研鑽に励んだ結果、第15回GF文庫新人賞の受賞者の中で彼一人が大ヒット作を世に出す作家として大成した。

### アニメ『妹のすべて』
垂井宗典（たるい むねのり）
アニメ『妹のすべて』の監督。常に飄々としており、柔軟性を持ち合わせる人物。
大島勤（おおしま つとむ）
アニメ『妹のすべて』のプロデューサー。大手の声優学校などとの利害関係を考慮し、棒読みの新人やイベントで集客できるアイドルを声優として推薦する傾向があり、その際は「フレッシュ」という言葉を用いる。一応ビジネスとしてアニメが成功することもきちんと考えており、どんなに良い作品であってもビジネス的に失敗すれば駄作とみなされると考えている。
ひるがのまさひこ
アニメ『妹のすべて』の脚本家。当作品にこれといった最終回にふさわしい場所が無かったため、とりあえず適当にオリジナル展開を脚本に盛り込み、伊月の猛抗議に対しても「原作がつまらなかったから」と気にも留めなかった。その後、本来は自分が大ファンであった『SILLIES』の脚本を書きたかったこと、そして『妹のすべて』の良さを全く理解できなかったことを明かし、ポストを降りようとする。しかし伊月に止められ、「せめて妹の良さがわかるまで読み込め」と言われ、渋々従うことになる。その後は、若干ながら妹の良さを理解できた。
妹が4人もいるという、伊月にとってはうらやましいことこの上ない境遇にあるが、それが『妹萌え』を全く理解できなかった大きな要因となっていた。
山田駆（やまだ かける）
アニメ『妹のすべて』の制作進行。制作状況が正念場を迎える中で突然行方不明になってしまう。伊月が安否を気遣う一方、アニメ制作現場の人々では「この業界ではよくあること」として全く問題視されておらず、伊月がアニメ業界の過酷な現状を知ることとなった。
乗鞍拓郎（のりくら たくろう）
アニメ『妹のすべて』の音響監督。
朝倉正樹（あさくら まさき）
アニメ『妹のすべて』のキャスティングマネージャー。

### その他
海津真騎那（かいづ まきな）
第1回GF文庫新人賞でデビューした伊月や春斗の先輩作家。彼らに比べると才能は劣り、作品がアニメ化された経験もないが、人気傾向の移り変わりの激しいライトノベル業界において長年そこそこの売上をキープして生き残っていることから、その点で春斗から尊敬されている。しかし「人の金で高いものを食べることが大好き」とはばかることなく発言するなど、人間的にはやや難がある。
アシュリー、関ヶ原とは旧知の仲。関が原から小説を執筆するために性交してほしいと言われてやむなく応じた結果、大学時代から付き合っていた恋人に振られたことがある。また、同期である関ヶ原との圧倒的な才能の差に苦しむ。
痩せた体格にかかわらず人間ドックの結果はオールAであり、伊月や春斗にも人間ドックをはじめ健康診断を欠かさないよう本気でアドバイスしている。
関ヶ原幽（せきがはら かすか）
海津の同期の作家。平均よりも小柄で、女子高生のような姿をしている。天性の才能を持っており、デビュー作から爆発的な売り上げを誇る。しかし「もっと面白い作品を思いついた」という理由で自主的に作品を打ち切ってしまうような気まぐれな人物で、その他にも「誰もが発情するような際どいシーンを書くため、そこそこ親しいだけの海津に性交を要求する」「百合小説に挑戦するため、アシュリーに交際を持ちかける」など、奇抜な行動が多い。
新人賞の選考委員を務めていた際、応募してきた伊月の才能を見抜いて絶賛した一方、テンプレ的であった春斗の作品をひどくこき下ろしている。
三田洞（みたほら）さん
声 - 皆川純子
羽島家の家政婦。母親を亡くしたばかりの伊月の家政婦として雇われ、伊月を息子のように気遣ってよく娘にその心配事を話していた。
三田洞彩音（みたほら あやね）
声 - 高森奈津美
三田洞さんの娘。ラノベが好きで伊月がラノベ作家を目指すきっかけを作った人物。母親から伊月の事を聞かされて弟のように可愛がっていたが、伊月から告白されそれを断っている。伊月を弟分としか思っていない前提で好きな男性の相談をされたことと告白を断ったことから、伊月は「妹さえいればいい」と激高し彼女を出入り禁止にした。

## 制作背景
作者の平坂読は、長い間作家ものを執筆したいと考えていたが、あまり売れるジャンルではないという考えから、執筆できずにいた。ある日、担当編集の岩浅から、アンソロジー作品『僕は友達が少ない　ゆにばーす』の表紙を務めたカントクと組まないかと持ちかけられ、平坂はカントクが挿絵なら少なくともすぐ打ち切りにはならないだろうと考えたうえで、引き受けた。
本作の登場人物は平坂の経験を基にしており、特に春斗はアニメ化で苦労した経験が基になっている。
また、作中には酒やゲームといった平坂の趣味や、過去に読んだライトノベルについても触れられている。
本作の挿絵を務めたカントクは、企画に目を通した際はどのような作品なのかわからなかったが、原稿を読んで印象が変わったと、アニメ！アニメ！とのインタビューの中で振り返っている。
元々下ネタや業界の裏話を好きだったこと、さらに本作のキャラクターの表情や感情の変化が激しいことが決め手となり、最終的にカントクは本作の挿絵を引き受けた。
挿絵を担当するにあたり、カントクは、自らの構図で挿絵を描いたりデザインの提案等はしたものの、基本的には原作の世界観やキャラクター性を尊重する方針をとり、デザインの初期段階から自らのこだわりを主張することはしなかった。
最初の5人については、物語を読み、そこから浮かび上がったキャラクターのイメージを基にデザインされた。
千尋のデザインにあたり、カントクは千尋らしいデザインを心がけた一方、自身の「女の子をかわいく描く」という方針と「中性的なキャラクター」というの要望がぶつかり合い、最もデザインに時間がかかったキャラクターとなった。
那由多は、当初「エリート女子高生なライトノベル作家」というイメージを基に堅苦しい感じでデザインしたところ、「もっと天才っぽく」「天然っぽく」という指示があり、調整の末現在の形になった。
カントクは一番自分らしくデザインできたキャラクターとして京を挙げており、ウェーブがかった髪型には苦労したものの、描いていて楽しかったとインタビューの中で振り返っている。
また、アシュリーやぷりけつなど個性の強いキャラクターについては、ビジュアル面でも個性が強化された。
アニメ版のキャラクターデザイン・作画監督を務めた木野下澄江はカントクの絵柄について、「スラっとしていて、美しい陶器人形や芸術作品を見ているようだった」とし、アニメに最適化された絵柄であるとも評価している。

## 既刊一覧

### 小説
- 平坂読（著） / カントク（イラスト） 『妹さえいればいい。』 小学館〈ガガガ文庫〉、全14巻
  1. 2015年3月23日初版第1刷発行（3月18日発売[21]）、ISBN 978-4-09-451507-7
  2. 2015年7月22日初版第1刷発行（7月17日発売[22]）、ISBN 978-4-09-451560-2
  3. 2015年11月23日初版第1刷発行（11月18日発売[23]）、ISBN 978-4-09-451580-0
  4. 2016年3月23日初版第1刷発行（3月18日発売[24]）、ISBN 978-4-09-451598-5
    - 「特装版」同日初版第1刷発行（同日発売[25]）、ISBN 978-4-09-451597-8

  5. 2016年7月25日初版第1刷発行（7月20日発売[26]）、ISBN 978-4-09-451618-0
  6. 2016年12月25日初版第1刷発行（12月20日発売[27]）、ISBN 978-4-09-451646-3
  7. 2017年5月23日初版第1刷発行（5月18日発売[28]）、ISBN 978-4-09-451677-7
    - 「特装版」同日初版第1刷発行（同日発売[29]）、ISBN 978-4-09-451676-0

  8. 2017年9月25日初版第1刷発行（9月20日発売[30]）、ISBN 978-4-09-451697-5
  9. 2018年2月23日初版第1刷発行（2月18日発売[31]）、ISBN 978-4-09-451719-4
  10. 2018年7月23日初版第1刷発行（7月18日発売[32]）、ISBN 978-4-09-451742-2
  11. 2018年12月23日初版第1刷発行（12月18日発売[33]）、ISBN 978-4-09-451765-1
    - 「特装版」同日初版第1刷発行（同日発売[34]）、ISBN 978-4-09-451764-4

  12. 2019年4月23日初版第1刷発行（4月18日発売[35]）、ISBN 978-4-09-451782-8
  13. 2019年9月23日初版第1刷発行（9月18日発売[36]）、ISBN 978-4-09-451807-8
    - 「特装版」同日初版第1刷発行（同日発売[37]）、ISBN 978-4-09-451808-5

  14. 2020年2月23日初版第1刷発行（2月18日発売[38]）、ISBN 978-4-09-451828-3

### 漫画
- 平坂読（原作） / カントク（キャラクター原案） / い〜どぅ〜（作画） 『妹さえいればいい。@comic』 小学館〈サンデーGXコミックス〉、全9巻
  1. 2016年5月24日初版第1刷発行（5月19日発売[39]）、ISBN 978-4-09-157448-0
  2. 2016年11月23日初版第1刷発行（11月18日[40]）、ISBN 978-4-09-157465-7
  3. 2017年5月24日初版第1刷発行（5月19日[41]）、ISBN 978-4-09-157486-2
  4. 2017年9月25日初版第1刷発行（9月20日[42]）、ISBN 978-4-09-157499-2
  5. 2018年2月24日初版第1刷発行（2月19日[43]）、ISBN 978-4-09-157514-2
  6. 2018年8月22日初版第1刷発行（8月17日[44]）、ISBN 978-4-09-157538-8
  7. 2019年2月24日初版第1刷発行（2月19日[45]）、ISBN 978-4-09-157559-3
  8. 2019年6月24日初版第1刷発行（6月19日[46]）、ISBN 978-4-09-157566-1
  9. 2019年10月23日初版第1刷発行（10月18日[47]）、ISBN 978-4-09-157576-0
- 平坂読（原作） / カントク（キャラクター原案） / コバシコ（作画） 『妹さえいればいい。外伝 妹にさえなればいい！』 スクウェア・エニックス〈ガンガンコミックスJOKER〉、全3巻
  1. 2017年5月18日初版発行（同日発売[48]）、ISBN 978-4-7575-5341-5
  2. 2017年9月20日初版発行（同日発売[49]）、ISBN 978-4-7575-5472-6
  3. 2018年2月20日初版発行（同日発売[50]）、ISBN 978-4-7575-5632-4

### 画集
- 『妹さえいればいい。カントクARTWORKS』 2020年2月18日発売[51]、ISBN 978-4-09-199065-5

## オーディオブック
2019年4月12日からオーディオブックサービスのAudibleで、猪股慧士と綾瀬有の朗読が配信されている。第1巻から順に、シリーズ全巻のAudible版オーディブックが制作される予定となっている。

## テレビアニメ
2017年10月より12月までTOKYO MX・BS11ほかにて放送された